# 北恵
北恵株式会社（きたけい）は、関西圏地盤の住宅資材卸の会社である。

## 沿革
- 1959年12月 - 北村恵商事株式会社を設立。
- 1983年11月 - 商号を北恵株式会社に変更。
- 1990年8月10日 - 大阪証券取引所市場第二部特別指定銘柄(新二部)に株式上場。
- 1995年5月 - 大阪証券取引所市場第二部銘柄に指定。
- 2006年12月 - 株式会社福住新建材(現・連結子会社)の全株式を取得。
- 2009年5月 - 株式会社福住新建材の商号を福住株式会社に変更。
- 2013年7月 - 大阪証券取引所と東京証券取引所の現物市場の統合に伴い東京証券取引所市場第二部に株式上場。
- 2018年10月26日 - 東京証券取引所市場第一部へ市場変更[2]。